# Lorico
João Farias Filho, mais conhecido como Lorico (Santos, 10 de dezembro de 1940 — Santos, 20 de dezembro de 2010), foi um futebolista brasileiro que atuou como volante.

## Carreira
Lorico iniciou sua carreira na Briosa em 1959. Já em 1960, foi negociado com o Vasco da Gama.
No ano de 1966, de volta ao futebol paulista defendendo a Prudentina, atuou no Campeonato Estadual formando um meio-campo invejado por muitos ao lado de Capitão.
Um ano depois, segue para a Portuguesa, aonde permaneceu até o ano de 1972, mais especificamente no dia 13 de setembro quando foi dispensado pelo então presidente da Lusa o senhor Oswaldo Teixeira num dos episódios mais marcantes da história do clube quando, numa partida válida pelo Campeonato Brasileiro, a Portuguesa foi derrotada pelo Santa Cruz, por 1–0, no Parque Antártica. O presidente ficou tão irritado com a atuação da equipe, que dispensou seis jogadores do elenco, dentre eles Lorico. Devido à esta atitude do presidente, o episódio ficou marcado para sempre como "A Noite do Galo Bravo".
Depois da Lusa, Lorico passou ainda pelo Noroeste, de 1973 a 1976, até chegar, aos 36 anos de idade, ao Botafogo-SP e presenciar o surgimento do craque Sócrates que sempre deixou claro o quanto Lorico o influenciou em seu comportamento dentro dos gramados no início de sua carreira.
No ano de 1978, ainda atuando pelo Pantera de Ribeirão Preto, Lorico encerra a sua carreira de atleta profissional.

## Títulos
Vasco da Gama
- Torneio Rio-São Paulo: 1966
- Taça Guanabara: 1965
- Taça Cidade de Belém: 1964
- Troféu Quarto Centenário da Cidade do Rio de Janeiro: 1965
- Torneio Internacional de Santiago: 1963
- Torneio Pentagonal do México: 1963
- Troféu Cinquentenário da Federação Pernambucana: 1965

Portuguesa de Desportos
- Torneio Oswaldo Teixeira Duarte 1971
- Torneio Internacional de Istambul de 1972

Botafogo-SP
- Taça Cidade de São Paulo: 1977

## Morte
No dia 20 de dezembro de 2010, aos 70 anos de idade, Lorico morreu vítima de complicações devido a um câncer de próstata. Sua morte ocorreu mais precisamente às 19 horas, no hospital Ana Costa em Santos, cidade onde nasceu.
Lorico deixou sua esposa, uma filha, uma neta e foi sepultado no cemitério Memorial perto do bairro onde morou os seus últimos anos de vida, o Marapé.